# Clàssica de Sant Sebastià 2003
La Clàssica de Sant Sebastià 2003, 23a edició de la Clàssica de Sant Sebastià, és una cursa ciclista que es va disputar el 9 d'agost de 2003. El vencedor final fou l'italià Paolo Bettini, de l'equip Quick Step-Davitamon, seguit pels seus compatriotes Ivan Basso i Danilo Di Luca.

## Classificació general
|    | Ciclista                   | Equip                  | Temps      |
| -- | -------------------------- | ---------------------- | ---------- |
| 1  | Paolo Bettini (ITA)        | Quick Step-Davitamon   | 5h 44' 42" |
| 2  | Ivan Basso (ITA)           | Fassa Bortolo          | m. t.      |
| 3  | Danilo Di Luca (ITA)       | Saeco                  | + 20"      |
| 4  | Francesco Casagrande (ITA) | Lampre                 | m. t.      |
| 5  | Andrea Noè (ITA)           | Alessio                | + 23"      |
| 6  | Gorka Gerrikagoitia (ESP)  | Euskaltel-Euskadi      | + 33"      |
| 7  | Davide Rebellin (ITA)      | Team Gerolsteiner      | m. t.      |
| 8  | Michael Boogerd (NED)      | Rabobank               | + 34"      |
| 9  | Michael Rasmussen (DEN)    | Rabobank               | + 37"      |
| 10 | Paolo Valoti (ITA)         | Domina Vacanze-Elitron | + 1' 53"   |